# دورويلو دي لا سييرا
دورويلو دي لا سييرا هي بلدية تقع في مقاطعة سوريا، في منطقة قشتالة وليون، في إسبانيا.

## السكان
تبلغ مساحة دورويلو دي لا سييرا 44.55 كم2، ويبلغ عدد سكانها 1,122 نسمة بكثافة سكانية حوالي 25.02/كم2.

## الجغرافيا
- الارتفاع: 1205 متر.
- المسافة إلى مقاطعة سوريا: 55 كيلومترا.

## النصب والتماثيل
- كنيسة سانتا مارينا.
- كنيسة سان ميغيل.
- مقبرة من القرون الوسطى خلف كنيسة سان ميغيل. لها الكثير من الاهتمام السياحي، والتي يرجع تاريخها من 9 إلى القرن 10. (بالإسبانية Necròpolis Medieval)

## النباتات والحيوانات
النباتات الموجودة في هذه المنطقة الصنوبر البري (بالإسبانية: pino albar)، وكذلك الخلنج الهائم (بالإسبانية: brezo) والسنديان (بالإسبانية: roble).
ومن الحيوانات الموجودة في هذه المنطقة الأيل الأحمر (بالإسبانية: ciervo), واليحمور الأوروبي (بالإسبانية: corzo) والخنزير البري (بالإسبانية: jabalí) والعقاب (بالإسبانية: águila).

## الاقتصاد

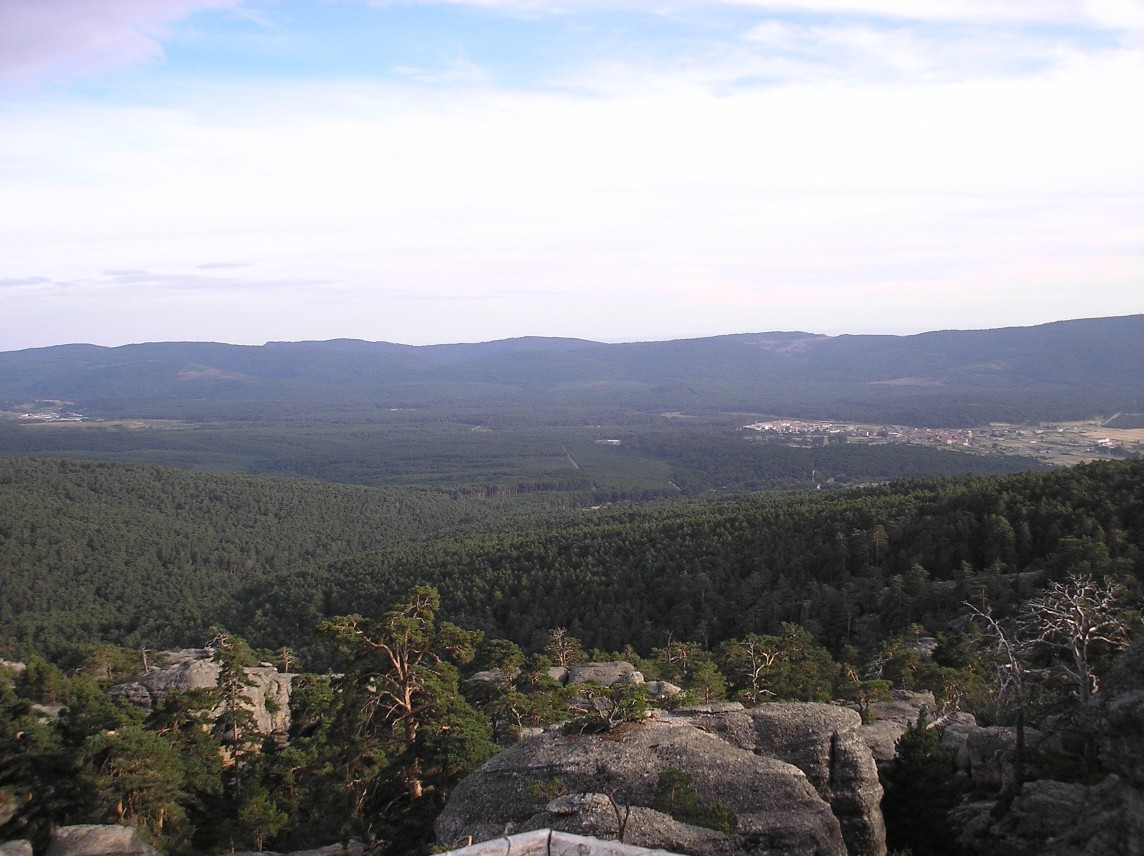
دورويلو دي لا سييرا وكوفاليدا بين غابات الصنوبر.

- تكمن الاستفادة من الغابات بصناعة الخشب، ولهذا فإن العقارات الصناعية الكبرى في التوسع حاليا. وهناك العديد من المناشير لتقطيع أشجار الصنوبر وتحويلها إلى ألواح حيث تباع في إسبانيا وفي دول أخرى.

## العلاقات الدولية

### المدن التوأم أو المدن الشقيقة
دورويلو دي لا سييرا توأمة مع:
- بورتو، البرتغال[4]

## الأعياد والتقاليد

### المهرجانات
- مارتيس دي كرنفال: الثلاثاء شباط / فبراير أو آذار / مارس.
- سانتا مارينا: 17 و 18 من تموز / يوليو.
- إل كرييتو: من 13 إلى 17 أيلول / سبتمبر.

## وصلات خارجية
- الموقع الرسمي (بالإسبانية)